# Klop klop
Klop klop is een lied van de Nederlandse zanger Antoon. Het werd in 2022 als single uitgebracht en stond in hetzelfde jaar op de gelijknamige ep. In 2023 stond het als tiende track op het album Engel.

## Achtergrond
Klop klop is geschreven door Valentijn Verkerk, Twan van Steenhoven en Kevin Bosch en geproduceerd door Antoon en Big2. Het is een lied uit het genre nederpop. In het nummer bezingt de artiest een meisje dat een relatie heeft met een andere jongen, maar volgens de liedverteller verliefd is op hem. Het nummer is grotendeels geïnspireerd door een verhaal van een vriend van Antoon, maar komt verder voort uit de ervaringen van alle drie de liedschrijvers. De zanger gaf aan dat, hoewel het wel het onderwerp is van het nummer, vreemdgaan niet aanmoedigt. Een week nadat Antoon de single had uitgebracht, kwam de zanger met de gelijknamige ep. Hierop staat naast Klop klop ook de hit Meteoriet, een samenwerking met Dopebwoy. Het nummer werd bij radiozender 100% NL uitgeroepen tot de Hit van 100.
Bij het nummer is ook een videoclip gemaakt. In deze muziekvideo is de zanger te zien terwijl hij in een studio staat, maar ook de opmaak en opbouw evenals de afbouw van de studio worden getoond. De clip is in een take opgenomen.

## Hitnoteringen
De artiest had succes met het lied in de Nederlandse hitlijsten. In de Single Top 100 piekte het op de achtste plaats en stond negentien weken in deze lijst. Het kwam tot de dertiende plek van de Top 40 en was zeven weken in deze hitlijst te vinden. 